# Mare Nubium

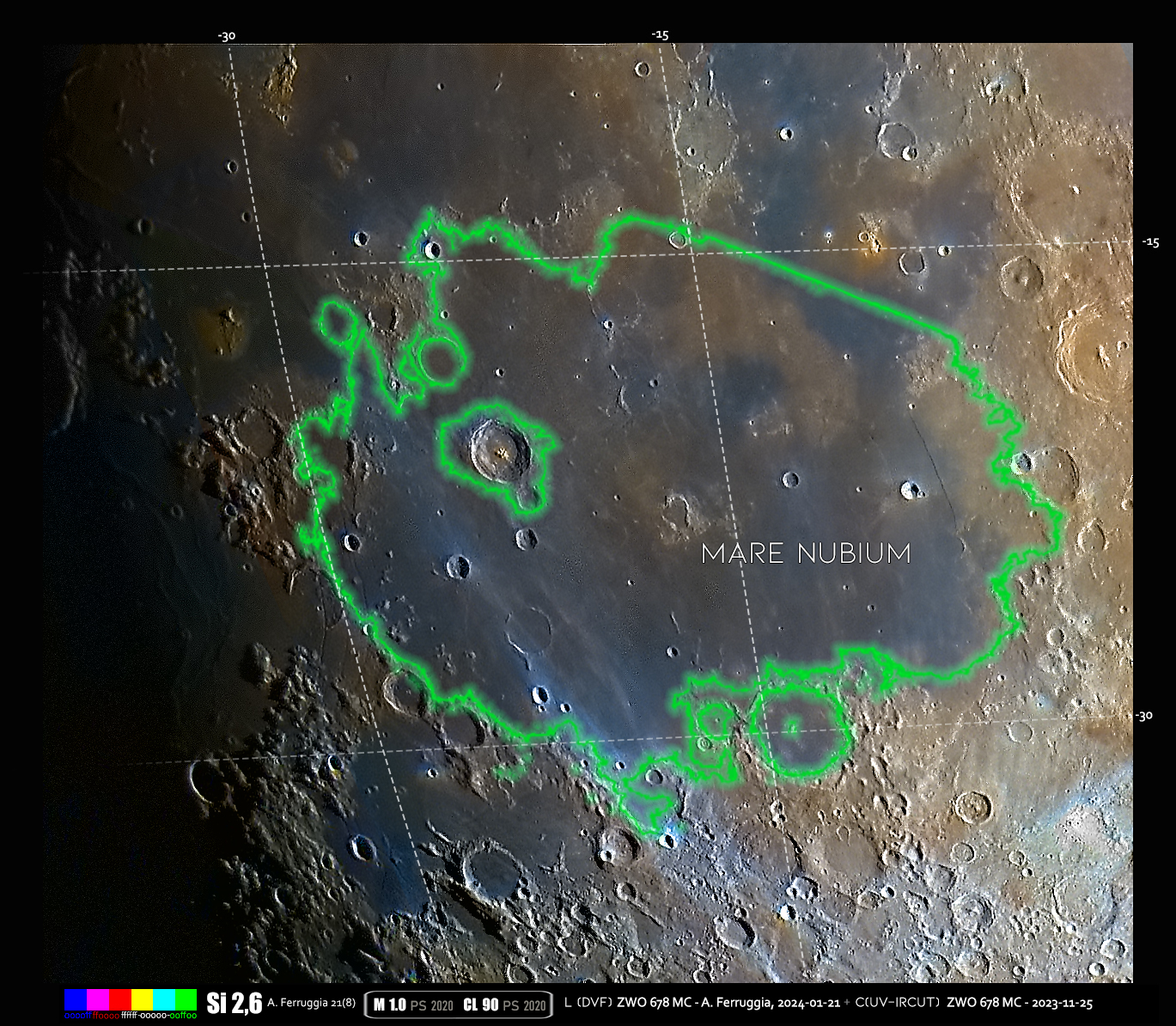
Área del Mar de las Nubes en formato selenocromatico

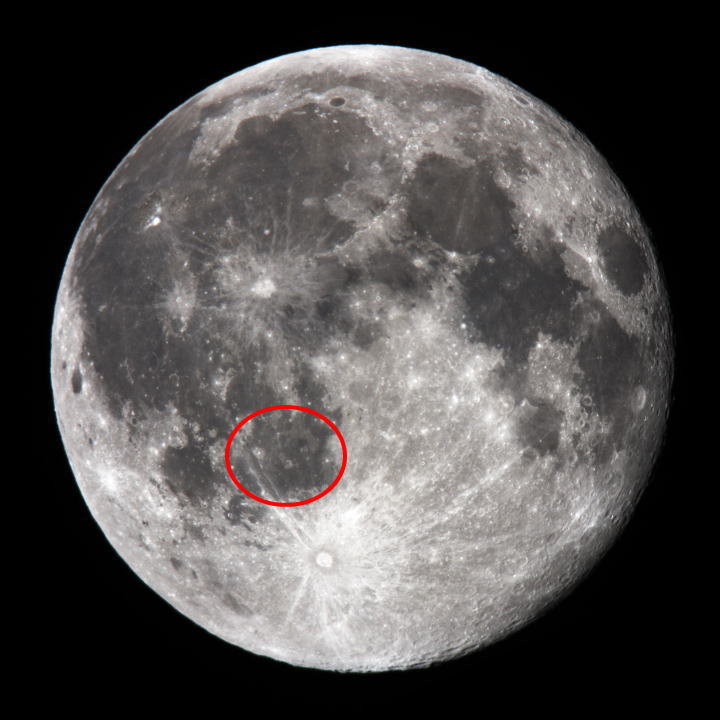
Localización del mar de las Nubes

Mare Nubium (Mar de las Nubes) es un mar lunar, que se encuentra en la cuenca Nubium, en la cara visible de la Luna. Tiene un diámetro de 715 km, y es una de las cuencas circulares más antiguas de la Luna.
Existe evidencia de que su formación no ocurrió en un solo evento, sino que se debe a varios impactos, existiendo evidencia morfológica de al menos cuatro cuencas de impacto diferentes.
La cuenca actual se cree que es del periodo Pre-Nectárico, y el material que la rodea del periodo Ímbrico Inferior.
Se encuentra al sureste del Oceanus Procellarum, al sur del Mare Cognitum y al este del Mare Humorum. Hacia el sur está el cráter Tycho (en la fotografía se aprecia claramente la presencia de su sistema de rayos). En su borde sur se encuentra el cráter Pitatus
Alrededor de 1600 apareció como el Continens Meridionalis (Continente Meridional) en los mapas de William Gilbert, realizados antes de la existencia de los telescopios. La designación incluía también a los mares Insularum, Cognitum, y Humorum.